# István Kardos
István Kardos (født 6. juni 1891 i Debrecen - død 22. december 1975 i Budapest, Ungarn) var en ungarsk komponist, dirigent og lærer.
Kardos studerede komposition og direktion på Musikkonservatoriet i Budapest. Herefter var han teaterdirigent på forskellige teatre i Ungarn, Tyskland og Schweiz. Han har skrevet fire symfonier, orkesterværker, kammermusik, koncertmusik, klaverstykker etc. Kardos underviste som lærer i direktion og komposition på Musikkonservatoriet i Budapest (1948-1959).

## Udvalgte værker
- Symfoni nr. 1 (1919) - for orkester
- Symfoni nr. 2 (1958) - for orkester
- Symfoni nr. 3 (1967) - for orkester
- Symfoni nr. 4 (1968) - for orkester
- To Klaverkoncerter (1956, 1963) - for klaver og orkester
- Violinkoncert (1947) - for violin og orkester